# Hala Kopy Sołtysie
Die Alm Hala Kopy Sołtysie (deutsch: die Alm der Schultheisshügel) ist eine Alm auf den Hängen der Gipfel der Kopy Sołtysie in der polnischen Hohen Tatra in der Woiwodschaft Kleinpolen. 

## Geschichte
Die Alm wurde im 17. Jahrhundert angelegt und war bis zur Gründung des Tatra-Nationalparks im Jahr 1954 in Betrieb. Die Eigentümer wurden 1961 enteignet. Seitdem die Viehwirtschaft eingestellt wurde, wächst die Alm mit Nadelwald zu.